# Trud-Kutok, Rozdilna
Trud-Kutok (în ucraineană Труд-Куток) este un sat în comuna Stepanivka din raionul Rozdilna, regiunea Odesa, Ucraina.

## Demografie
Componența lingvistică a localității Trud-Kutok
     Ucraineană (46,38%)
     Rusă (42,03%)
     Română (10,51%)
     Alte limbi (0,36%)
Conform recensământului din 2001, nu exista o limbă vorbită de majoritatea populației, aceasta fiind compusă din vorbitori de ucraineană (46,38%), rusă (42,03%) și română (10,51%).